# Ministère des Finances (Ontario)
Le ministère des Finances est un ministère du cabinet de l'Ontario, qui a comme responsabilité de s'occuper du budget annuel de la province. Autrefois, le poste était celui de « trésorier de l'Ontario ».
Le ministre des Finances actuel est Peter Bethlenfalvy.

## Liste des ministres
Sous sa forme actuelle depuis 1993, dix ministres ont occupé le ministère. Deux d'entre eux l'ont occupé pendant deux mandats non consécutifs.
|  | Ministre           | Années      |
|  | ------------------ | ----------- |
|  | Floyd Laughren     | 1993 - 1995 |
|  | Ernie Eves         | 1995 - 2001 |
|  | Jim Flaherty       | 2001 - 2002 |
|  | Janet Ecker        | 2002 - 2003 |
|  | Greg Sorbara       | 2003 - 2005 |
|  | Dwight Duncan      | 2005 - 2006 |
|  | Greg Sorbara       | 2006 - 2002 |
|  | Dwight Duncan      | 2007 - 2013 |
|  | Charles Sousa      | 2013 - 2018 |
|  | Vic Fedeli         | 2018 - 2019 |
|  | Rod Phillips       | 2019 - 2020 |
|  | Peter Bethlenfalvy | Depuis 2020 |